# بعثة المراقبين العرب إلى سوريا

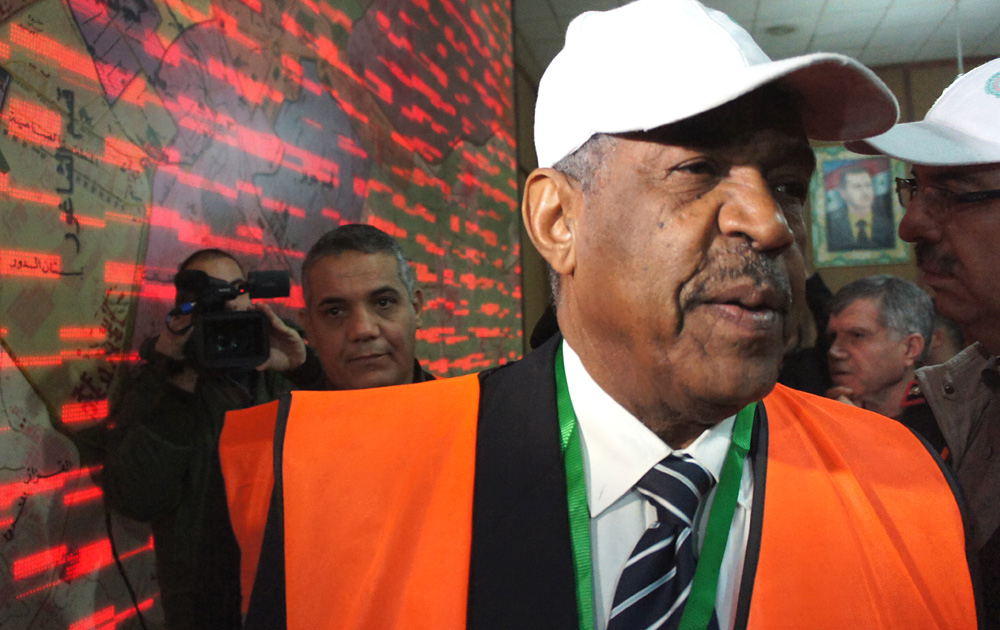
أحد المراقبين العرب خلال مؤتمر صحفيٍّ عن الوضع في سوريا.

بعثة المراقبين العرب إلى سوريا هي بعثة مراقبين أرسلتهم الجامعة العربية لمراقبة الوضع الإنساني في سوريا على خلفية حركة الاحتجاجات ضد نظام بشار الأسد فيها. دخلت طلائع البعثة البلاد في يوم الخميس 22 ديسمبر عام 2011 بعد توقيع سوريا على المبادرة العربية قبل ذلك بثلاثة أيام، وانتهت أعمالها فيها في 16 يناير عام 2012.

## الخلفية
وافقت الحكومة السورية دون تحفظات في 2 نوفمبر على خطة وضعتها جامعة الدول العربية لسحب الجيش من المدن والإفراج عن السجناء السياسيين وإجراء محادثات مع زعماء المعارضة خلال 15 يوماً كحد أقصى، وهي خطة كانت قد طرحت منذ نصف شهر للمرة الأولى. لكن عندما جاءَ 16 نوفمبر والخطة لم تنفَّذ بعد، اتخذت الجامعة قراراً بأغلبية ساحقة يقضي بتجميد عضويَّة سوريا في الجامعة العربية وإعطائها مهلة ثلاثة أيام للتوقيع على بروتوكول لإرسال مراقبين عرب إلى البلاد، وهو ما أثار سخطاً شديداً من جانب الحكومة السورية، وتبعته هجمات واقتحامات لسفارتي قطر والسعودية في دمشق وقنصليتي تركيا وفرنسا في حلب واللاذقية. ثم تمددت المهلة حتى مساء يوم الجمعة 25 نوفمبر، ومع إصرار الحكومة السورية على عدم التوقيع فُرضت عليها عقوبات اقتصادية عربية في 27 نوفمبر.

## إرسال البعثة
تمدَّدت مهل الجامعة العربية لاحقاً حتى يوم الأحد 5 ديسمبر، ثم استمرَّت التمديدات لأسبوعين كاملين تاليين. وفي 19 ديسمبر وافقت الحكومة السورية أخيراً على توقيع المبادرة بعد شهر ونصف من المهل والجدالات، ووصلت طلائع البعثة إلى البلاد في يوم الخميس 22 ديسمبر، فيما بلغَ إجمالي عدد المراقبين الذين كان يُفترض قدومهم 150 إلى 200 مراقب.

## ما بعد البعثة
في 23 يناير - وبعد أن كان قد انتهى تفويض المراقبين العرب في البلاد منذ 19 يناير الماضي - طرحت الجامعة العربية بالإجماع مبادرة جديدة لحل الأزمة في سوريا، تقضي بأن تبدأ المعارضة حواراً مع النظام لتُشكل حكومة وطنية، ويُسلم بشار الأسد لاحقاً كامل صلاحياته إلى نائبه بالتعاون مع هذه الحكومة لإنهاء الأزمة. وقد رحَّب المجلس الوطني السوري المعارض بالمبادرة، غيرَ أن الحكومة السورية رفضها.

## الجدول الزمني
- 26 ديسمبر 2011 وصل 67 مراقب عربي إلى سوريا
- 22 يناير 2012 المملكة العربية السعودية تسحب بعثة مراقبينها إلى سوريا بسبب استمر القتل في المدن
- 24 يناير 2012 دول الخليج العربية تعلن أنها بدأت بالانسحاب من بعثة المراقبين
- 28 يناير 2012 الجامعة العربية تعلق بعثة المراقبة بسبب «استمرار القتل في المدن».